# Ludovic-Oscar Frossard
Pour les articles homonymes, voir Frossard.
Louis-Oscar Frossard, souvent désigné sous les noms de L.-O. Frossard ou Ludovic-Oscar Frossard, né le 5 mars 1889 à Foussemagne (Territoire de Belfort) et mort le 11 février 1946 à Paris, est un homme politique français. 
Secrétaire général de la SFIO de 1918 à 1920, puis secrétaire général de la Section française de l'internationale communiste de 1921 à 1923, il est député à partir de 1928 et ministre dans sept gouvernements entre 1935 et 1940. Pendant l'Occupation, il rallie le régime de Vichy et la presse Collaborationniste.

## Biographie

### Jeunesse
Fils d'un artisan bourrelier radical-socialiste anticlérical et d'une mère d'ascendance juive, Stéphanie Schwob (1861-1924), Louis-Oscar Frossard suit des études en école primaire supérieure puis entre à l'école normale de Belfort en 1905 pour devenir instituteur et est ensuite nommé à l'école de Petit-Croix. Militant socialiste, il est à plusieurs reprises inquiété par sa hiérarchie et son antimilitarisme lui vaut finalement d'être révoqué de l'enseignement en 1913, peu de temps après la fin de son service militaire.

### Carrière politique
Il devient le premier responsable socialiste du Haut-Rhin (c'est-à-dire de l'arrondissement subsistant du Haut-Rhin : le futur Territoire de Belfort), principal rédacteur du journal local Germinal de Belfort et candidat socialiste à l'élection législative de 1914 dans la 1re circonscription de Belfort.
Pendant la guerre, il participe avec Jean Longuet et Paul Faure aux combats de la minorité socialiste, de tendance « pacifiste », mais « patriote ». Il devient délégué permanent à la propagande, puis secrétaire de la SFIO en octobre 1918.
En 1919, il est candidat sur la liste socialiste menée par Jean Longuet aux élections législatives dans le département de la Seine, mais balayé par la vague « bleu horizon », il n'est pas élu.
Partisan de la « reconstruction » d'une Internationale socialiste, il se convertit à l'adhésion à l'Internationale communiste (IC) à la suite d'un voyage en Russie en 1920 ; il défend cette thèse lors du Congrès de Tours. Il signe la motion du comité de la IIIe Internationale pour l'adhésion à l'Internationale communiste avec Marcel Cachin et Lucie Leiciague.
Secrétaire général du jeune Parti communiste, mais désavoué par l'Internationale sur son attitude au IIe Congrès du PCF, et refusant la 22e condition de Moscou (le Komintern interdisant l'appartenance à la franc-maçonnerie), il démissionne le 1er janvier 1923. Il crée alors le Parti communiste unitaire (PCU) qui devient en 1924 après fusion avec d'autres groupes dissidents l'Union socialiste communiste. Il se porte candidat aux législatives sur une liste du Cartel des gauches dans le département de la Seine, mais n'est pas élu.
Il revient ensuite à la SFIO, en se rapprochant de Jean Longuet au sein de la rédaction de la Nouvelle revue socialiste, qu'il dirige de 1925 à 1930. Il est élu député socialiste en 1928 de la Martinique et 1932 de Haute-Saône, succédant dans la circonscription de Lure à un autre socialiste, Charles Cotin. Homme de presse, il est le patron du quotidien Le Soir. Il est aussi conseiller général de Lure et maire de Ronchamp (Haute-Saône). Il quitte le parti et le groupe socialistes pour être ministre du Travail dans les cabinets Bouisson, Laval IV et Sarraut II (1er juin 1935-4 juin 1936). Peu associé au mouvement du Front populaire (il perd justement son poste de ministre quand le Front populaire arrive au pouvoir), il n'en reste pas moins lié à la gauche modérée. Réélu député « républicain-socialiste » de la Haute-Saône en 1936, il retrouve des fonctions ministérielles dès janvier 1938 : ministre d'État, chargé des services de la Présidence du Conseil, du 4e cabinet Chautemps, puis ministre de l’Information du 2e cabinet Blum (mars-avril 1938) et enfin ministre des Travaux publics du 3e cabinet Daladier (10 avril-23 août 1938). Il démissionne pour protester contre le « virage à droite » du gouvernement sur les quarante heures.
Il reprend le ministère des travaux publics le 21 mars 1940 dans le cabinet Paul Reynaud président du Conseil, maintenu en fonctions dans le gouvernement que forme Pétain en juin 1940 pour signer l'armistice, dans lequel il est également brièvement chargé des Transmissions, jusqu'au 27 juin. En juillet, il vote pour donner les pleins pouvoirs à Pétain.

### Années d'Occupation
Il refuse de siéger au conseil national de l'État français, mais poursuit des activités de journaliste sous l'Occupation. Il écrit dans La Tribune de Saint-Étienne, et crée Le Mot d'ordre, quotidien publié à Marseille, en zone libre, dans lequel il vante les bienfaits de la Révolution nationale, seule à même de réformer l'injustice de la société. À la fin de 1942, ses collaborateurs le dissuadent de saborder ce journal qui leur sert de couverture. Fidèle à ses amis, il intervient à plusieurs reprises auprès de Pierre Laval en faveur d'Édouard Herriot et de Léon Blum. En 1943, Pétain envisage de le nommer au gouvernement. Il rédige également un projet d’acte constitutionnel no 4 sexies, qui doit rendre le pouvoir constituant au Parlement dans le cas de son décès. Frossard lui écrit : «  Vous avez sauvé la France pour la troisième fois ».  
Ses activités vichystes lui vaudront d'être inquiété, mais il sera acquitté à la Libération. Toutefois, le jury d'honneur maintient, par une décision du 31 décembre 1945, l'inéligibilité qui le frappait en raison de son vote du 10 juillet 1940, favorable au projet de révision constitutionnelle. Il meurt en 1946. Son épouse, Rose Pétrequin, née en 1890, est décédée en 1979.

## Vie personnelle
Il était à partir de 1926 franc-maçon, membre de la loge « L'Internationale » du Grand Orient de France.
Il est le père d'André Frossard, résistant arrêté en décembre 1943 par la Gestapo, interné à Montluc, qui échappe de justesse au dernier convoi pour la déportation, épisode qu'il raconte dans son premier livre La Maison des otages. Baptisé catholique à 20 ans, contre l'avis de son père qui s'était détourné du christianisme, André Frossard fut un ami du pape Jean-Paul II et fit une carrière d'écrivain et de chroniqueur au Figaro.

## Décorations
- Médaille d'honneur des chemins de fer, échelon vermeil (de droit en tant qu'ancien ministre des Travaux publics)[12]